# سبابليكس
سبابليكس (بالإنجليزية: Supaplex)‏ هي لعبة أركيد تم تطويرها من قبل الطالبين سويسريين هما Philip Jespersen (فيليب جيسبرسن) و Michael Stopp (ميكل ستوب)، وتم نشرها من قبل شركة Digital Integration (ديجيتال انتيجراشين) في العام 1991، وهي تطوير وامتداد للعبة بولدر داش (Boulder Dash) التي اشتهرت عام 1984.

## تاريخ اللعبة
صصمت اللعبة لتكون نسخة مطورة من لعبة (بولدر داش)، وقد بذل المصممون وقتا وجدا كبيرين من أجل الحصول على أفضل الرسومات داخل اللعبة، وكانت النسخة الأول بحجم 880 ك.ب.
وتأتي اللعبة مع 111 مستوى، وقد تم إصدار العديد من المستويات الجديدة غير الرسمية بعد ذلك بشكل كبير مما أدى إلى انتشار اللعبة بشكل أفضل. وتعمل اللعبة على نظام التشغيل MS-DOS (ميكروسوفت دوس).
وقد أعلن مطوري اللعبة بأنها لعبة مجانية

## اللعبة
على الرغم من أن المستويات ال 111 يجب أن تلعب بتسلسل منتظم إلا أنه يسمح أن يتم التخطي عن ثلاثة مستويات في وقت واحد.
اللعبة صعبة جدا، ولكن على العكس من الألعاب التي على شكل هذه اللعبة أو لعبة بولدر داش، فأن الصعوبة تأتي من حل الألغاز في كل مستوى من المستويات ال 111، ولا يوجد حدود زمينة لكل مستوى ولكن المنافسة بين الأصدقاء بالزمن المستغرق في حل جميع المستويات.
تتشابه معظم الكائنات المستخدمة في لعبة سبابليكس بتلك الموجودة في لعبة «بولدير داش»، حيث استبدل Murphy (مورفي) بروكفورد، والذي بقوم بجمع الكائنات التي تسمى Infotrons (انفترونز)، والتي تشبة تكوينات الذرة، وهي تقابل الماس في لعبة «بولدير داش». وكذلك الأمر بالنسبة للتراب الذي يعبئ مستويات «بولدير داش» فأن مستويات سبابليكس تعبئ ب «الدوائر الإلكترونية المطبوعة» وتدعى بالقاعدة (base) كما ذكرت في دليل اللعبة للمستخدم، وتحاط هذا القواعد برقائق كمبيوتر وغيرها من الكائنات على شكل أجهزة. المستويات مليئة بالزونكس (Zonks) بدلا من الصخور، أما بالنسبة للأعداء، فهم مكونون من مقصات متحركة، تسمى «سنيك سناك» Snik Snaks، وكذلك الإلكتونيات المتحركة التي تشبه النجوم وتسمى
معظم الكائنات متماثلة في السلوك لتلك الموجودة في بولدر داش الأصلي. [2] مورفي يستبدل روكفورد، الذي يجمع كائنات تسمى Infotrons، والتي تذكرنا التمثيل التخطيطي للذرات، بدلا من الماس. بدلا من التراب، ويتم تعبئة المستويات مع مجلس الدوائر المطبوعة ودعا ببساطة في دليل قاعدة اللعبة، وليس اصطف مع جدران من الطوب، ولكن مع رقائق الكمبيوتر وغيرها من الأجهزة، ومليئة Zonks بدلا من الصخور. أعداء يتحركون مقص، ودعا Snik Snaks، والالكترونات التي تشبه النجوم المتلألئة.
سبابليكس تقدم عددا من الكائنات الجديدة والتي لم تكن موجودة في اللعبة السابقة «بولدير داش»، وهي: القاعدة المكهربة التي تتسبب عشوائيا بتهديد حياة (مورفي) وذلك بصعقة كهربائية مفاجئة، وكذلك البوابات Ports التي تحد من حركة (مورفي) في إتجاهات محددة، وكذلك المحطات terminals التي تقوم بتفجير الأقراص المرنة، وتأتي هذه الأقراص بعدة ألوان هي: الأقراص البرتقالية وهي تعمل مثل الصخور حيث تنفجر في حال سقوطها أو سقوط شيء عليها، واقراص بلون أصفر لا تسقط وأنما يمكن تحريكها بكافة الأتجاهات ويتم تفجيرها بواسطة المحطات terminals واقراص بلون احمر التي يمكن حملها وتفجيرها في أي مكان حيث تنفجر بعد تركها بعدة ثوان.
سبابليكس لا تعتمد كسابقاتها على شبكة في تنظيم الكائنات، أي ان الكائنات لا تنتقل من موقع في الشبكة إلى آخر مباشرة، وإنما تعتمد على الدخول إلى مواقع الشبكة بسلاسة، وتعتبر هذه ميزة في اللعبة حيث يستفيد منها الاعب في تعطيل حركة عدو أو تفجير قرص أثناء سقوطه وهكذا.
تم إضافة ميزة الجاذبية إلى بعض المستويات، حيث لا يستطيع (مورفي) الصعود لأعلى إلا بواسطة القواعد. ولا يشعر اللاعب بالجاذبية إلا بعد أن يحاول الصعود فلا يتمكن من ذلك.

### نسخ أخرى
النسخة المطابقة تماما للسباباليكس هي لعبة ميجابليكس (Megaplex) بواسطة «فرانك فندلر» Frank Schindler، وهي مبنية على النسخة المحسنة ذات السرعة المناسبة للحواسيب السريعة والحديثة الذي قام به Herman Perk على لعبة سبابليكس.
كما أن هناك بعض الألعاب المشابهة لها مثل WinPlex, SubTerra, Igor, Diamond Dash, Rocks'n'Diamonds, New Supaplex وThe Legend of Myra وهناك نسخة خاصة بأجهزة آبيل تسمى Infotron.

## الهدف من اللعبة
الهدف من اللعبة هو جميع جميع الكائنات من نوع (Infotrons) التي تشبه التمثيل الذري، ولكل مستوى عدد محدد من الفوترون المطلوب جمعها، وأثناء اللعبة عليك ان تتفادى الأعداء من المقصات والقواعد المكهربة والنجوم المتلألئة، وكذلك عليك المحافظة على (مورفي) من أن يسقط عليه حجر فيقتله، ويمكن الاستعانة في اللعب بالاقراص المتفجرة وإزاحة الأحجار والتسلق على القواعد والمرور من خلال البوابات وتفجير المقصات المتحركة والنجوم المتلألئة. 
وبعد تجميع جميع الفوترون المطلوبة عليك الوصول إلى الكائن النهائي الذي يحمل الحرف E لتنتهي اللعبة وبذلك تستطيع الانتقال إلى المستوى التالي.